# Двуцветен кожовиден прилеп
Двуцветният кожовиден прилеп (Vespertilio murinus) е вид средноголям прилеп от семейство Гладконоси прилепи (Vespertilionidae), който се среща в Европа и Азия, включително и в България.

## Общи сведения
Дължината на тялото с главата е 47 – 64 mm, а на опашката – 30 – 47 mm. Размахът на крилата на двуцветния кожовиден прилеп е 260 – 300 mm, а масата му е 14 – 16 g. Козината е къса и гъста, като върха на космите е светъл, от кафяво-жълтеникав до сребрист, а основата им е тъмнокафява до черна. Долната част на тялото е светлокафява, бяла или сива. Ушите и лицето са почти тъмнокафяви, а летателните мембрани са черни.

## Разпространение
Двуцветният кожовиден прилеп е разпространен в Евразия от Англия до Тихия океан и от около 60° северна ширина до Иран, Хималаите и Южен Китай. В България е откриван в цялата страна, макар и рядко, поради скрития му начин на живот. По-често се среща в степните и лесостепни области с континентален климат. Живее и на места, свързани с жилищата на човека. Обитава тавани, процепи в дървета, скални пукнатини.

## Начин на живот и хранене
През лятото мъжките обикновено живеят поединично или в малки групи до 50 – 80 екземпляра. Женските образуват размножителни колонии от 10 до 100 екземпляра, понякога в съжителство с други видове като например северен полунощен прилеп (Eptesicus nilssonii), кафяво прилепче (Pipistrellus pipistrellus), мустакат нощник (Myotis mystacinus). Докато централноевропейската популация е стационарна, източноевропейските двуцветни кожовидни прилепи извършват есенни миграции на раязстояния над 1000 km.
Излита на лов около 15 – 20 минути след залез, но понякога това става и със спускането на гъстия сумрак. Ловува през цялата нощ, като лети над открити площи – поляни, редки гори, водоеми. Храни се с главно с дребни летящи двукрили, които улавя и изяжда в полет. Ловните полета на индивидите могат да се припокриват. 

## Размножаване
Копулацията протича през есента. В края на юни женските раждат по две малки.

## Галерия
- Мъжки кожовиден прилеп